# 德黑蘭司法宮
德黑蘭司法宮（羅馬化：Kāx e Dādgostari ye Tehrān），是位於伊朗德黑蘭海亞姆街的一座歷史建築，列入伊朗國家遺產名錄。這座建築由捷克建築師斯坦尼斯拉夫·蘇瓦（Stanislav Sůva）以新古典主義風格設計，可容納1200名員工，作為伊朗司法部、伊朗最高法院以及刑事與民事法院的所在地。建築最重要的特徵包括入口大廳、主法庭廳、法院辦公區及附屬房間，以及專用餐廳和廚房。
斯柯達公司於1938年至1946年間開始建造司法宮。捷克建築師蘇瓦曾在布拉格建築、土木工程與大地測量大學學習，後受僱於「伊朗斯柯達公司」，其採用「歐洲紀念碑概念」設計這座建築的正面外觀。
1938年至1946年間，斯柯達公司負責建設該建築。蘇瓦在設計該建築時，結合「歐洲紀念性設計概念」，並注入現代伊朗風格，既具當代特徵，又貼近伊朗人民的審美，但避免過度復古。建築的基座部分由首席建築師蘇瓦設計，並交由建築師提伊沃蘭執行。建築師科普和揚·加布里埃爾負責表面裝飾和浮雕部分。工藝細節則由捷克專家監督，並結合大量伊朗工人的努力。
1940年，蘇瓦接到返回被納粹德國佔領的布拉格的命令，但他拒絕並轉而受僱於伊朗財政部建設部門。揚·加布里埃爾則負責設計建築正面細節、入口門以及室內天花板的灰泥裝飾。他曾參與沙阿歌劇院的設計，之後參與沙阿巴爾博爾桑溫泉的建築工作。
在二戰禮薩沙阿·巴列維統治期間，建築工程一度中止。現今，伊朗最高法院就設在司法宮內。
該建築發生槍擊事件，一名男子槍殺兩名高級伊斯蘭教法法官——阿里·拉齊尼和穆罕默德·莫吉賽。兇手試圖逃離現場不果後自殺，另有一名法官與一名護衛在襲擊中受傷。

## 圖片

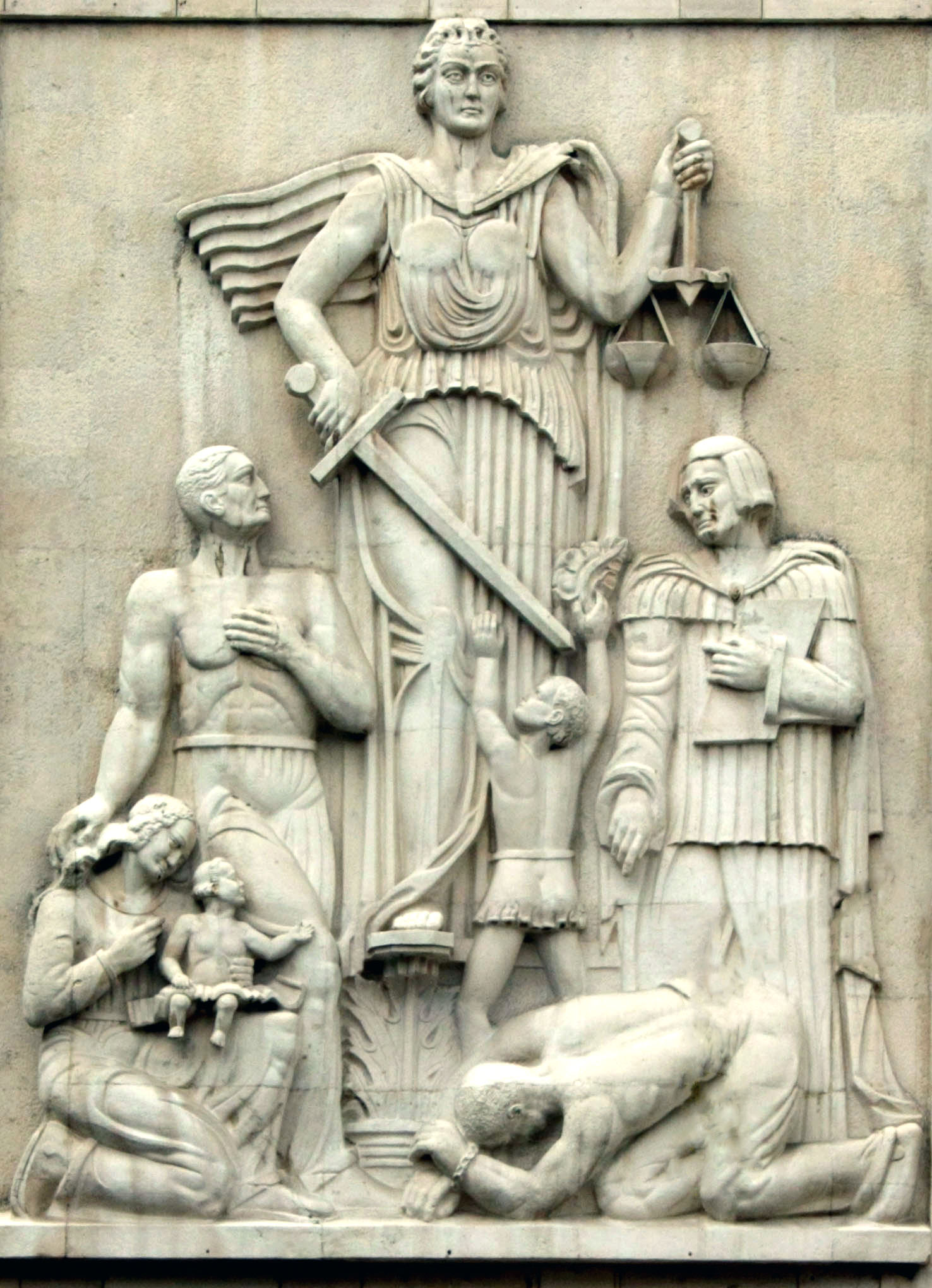
正義女神淺浮雕設計者：斯坦尼斯拉夫·蘇瓦；雕塑家拉約什·比羅
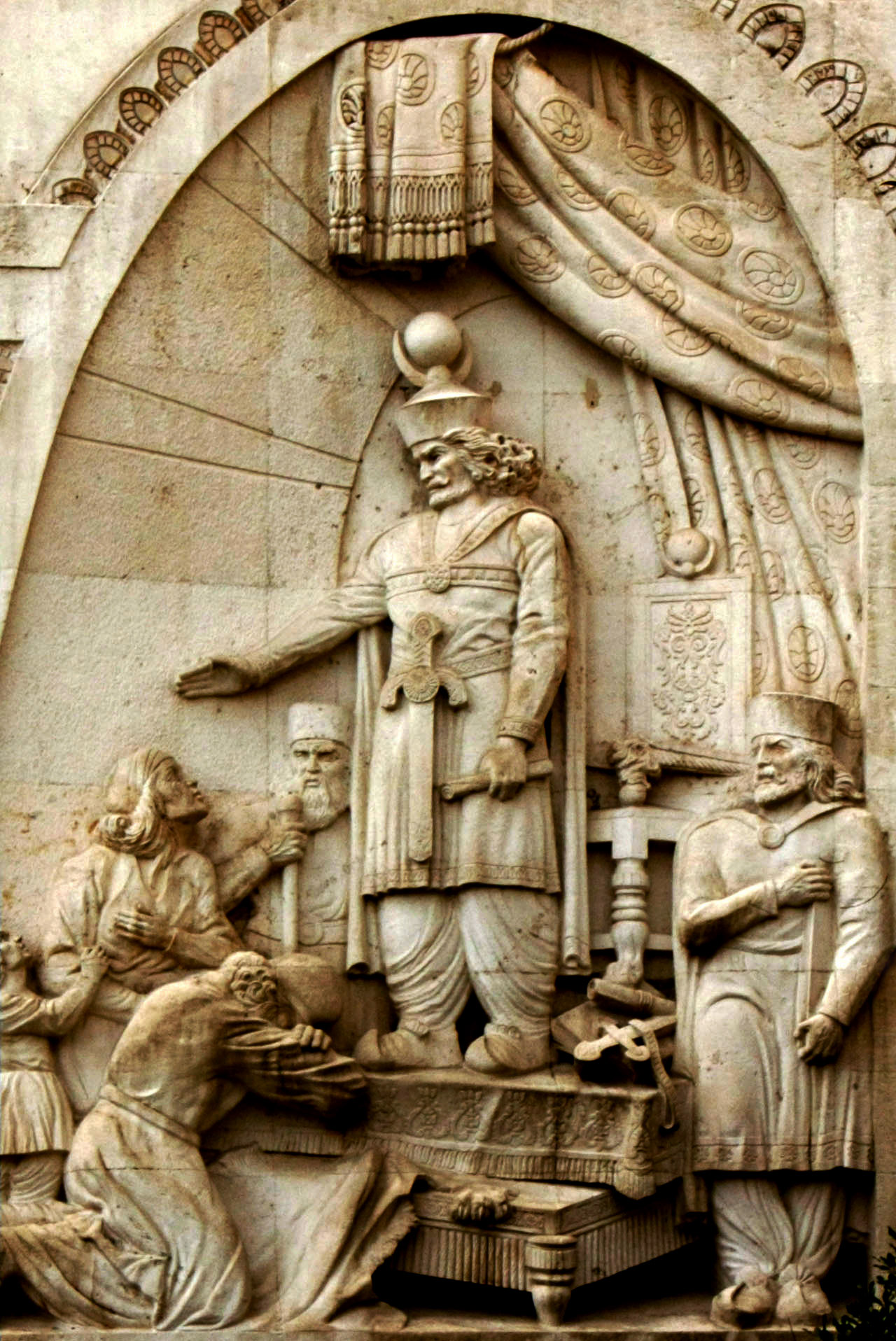
公正者霍斯勞雕像雕塑家：科拉木·禮薩·拉希姆扎德·阿爾章
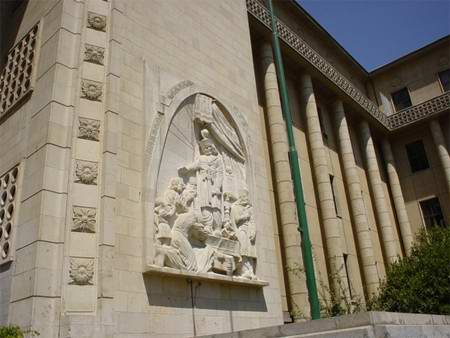
側面視圖
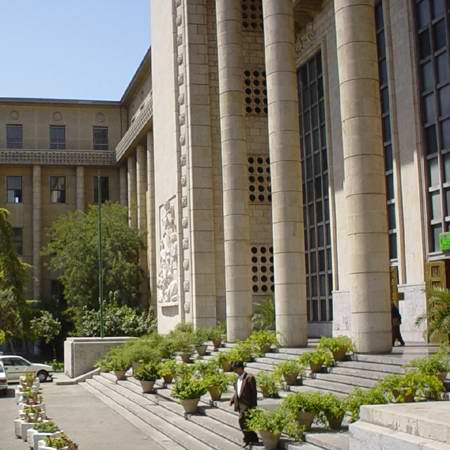
正面視圖